# Satz von Wiener-Ikehara
Der Satz von Wiener-Ikehara (manchmal auch Taubersatz von Wiener-Ikehara) ist ein mathematischer Satz, der besonders in der analytischen Zahlentheorie Anwendung findet. Unter gewissen Voraussetzungen macht er Aussagen über das asymptotische Verhalten zahlentheoretischer Funktionen. Er ist nach Norbert Wiener und Shikao Ikehara benannt und wird zu den Tauber-Theoremen  gezählt.

## Aussage
Es sei {\displaystyle f(s)} auf der Halbebene {\displaystyle \mathrm {Re} \,s>1} gegeben durch die Dirichletreihe
{\displaystyle f(s)=\sum _{n=1}^{\infty }{\frac {a_{n}}{n^{s}}}}
wobei {\displaystyle a_{n}\geq 0} für alle {\displaystyle n}. Ferner besitze die Funktion
{\displaystyle g(s)=f(s)-{\frac {A}{s-1}}}
für ein {\displaystyle A>0} eine stetige Fortsetzung auf die geschlossene Halbebene {\displaystyle \mathrm {Re} \,s\geq 1}. Dann gilt bereits 
{\displaystyle \lim _{N\to \infty }{\frac {1}{N}}\sum _{n=1}^{N}a_{n}=A}.

## Version für Integrale
Es sei {\displaystyle v(x)} eine reellwertige Funktion, welche folgende Eigenschaften erfülle: 
- sie ist monoton steigend,
- sie verschwindet für alle Werte {\displaystyle x<1},
- sie ist rechtsstetig.

Weiter existiere die Mellin-Stieltjes-Transformierte 
{\displaystyle f(z)=z\int _{1}^{\infty }v(x)x^{-z-1}\mathrm {d} x}
für alle Werte {\displaystyle \mathrm {Re} \,z>1}. Gibt es nun ein {\displaystyle A>0}, so dass sich die Funktion
{\displaystyle g(z)=f(z)-{\frac {A}{z-1}}}
stetig auf die halbebene {\displaystyle \mathrm {Re} \,z\geq 1} fortsetzen lässt, so gilt bereits 
{\displaystyle {\frac {v(x)}{x}}\longrightarrow A\quad {\text{wenn}}\quad x\longrightarrow \infty }.

## Beispiel
Ein einfaches Beispiel liefert die Riemannsche Zetafunktion {\displaystyle \zeta (s)}, welche auf der Halbebene {\displaystyle \mathrm {Re} \,s>1} durch die Standard-Dirichletreihe 
{\displaystyle \zeta (s)=1+{\frac {1}{2^{s}}}+{\frac {1}{3^{s}}}+{\frac {1}{4^{s}}}+\cdots }
gegeben ist. Sie kann zu einer auf {\displaystyle \mathbb {C} \setminus \{1\}} holomorphen Funktion fortgesetzt werden und besitzt in {\displaystyle s=1} einen Pol erster Ordnung mit Residuum {\displaystyle A=1}. Daraus folgt, dass
{\displaystyle g(s)=\zeta (s)-{\frac {1}{s-1}}}
eine ganze Funktion ist, also insbesondere von {\displaystyle \mathrm {Re} \,s>1} stetig auf die Halbebene {\displaystyle \mathrm {Re} \,s\geq 1} fortgesetzt werden kann. In der Tat gilt 
{\displaystyle \lim _{N\to \infty }{\frac {1}{N}}\sum _{n=1}^{N}1=\lim _{N\to \infty }{\frac {N}{N}}=1.}

## Anwendung
Mit Hilfe des Taubersatzes von Wiener-Ikehara kann der Primzahlsatz bewiesen werden. Dabei wird der Satz auf die Dirichletreihe der Funktion {\displaystyle f(z)=-{\frac {\zeta '(z)}{\zeta (z)}}} angewendet, wobei zunächst gezeigt werden muss, dass die Zetafunktion auf der Geraden {\displaystyle \mathrm {Re} \,z=1} nicht verschwindet. Es folgt
{\displaystyle {\frac {1}{u}}\sum _{p^{\alpha }\leq u}\log p{\overset {u\to \infty }{\longrightarrow }}1,}
was äquivalent zum Primzahlsatz ist.

## Verallgemeinerungen
Im Jahre 1954 konnte Delange den Satz von Wiener-Ikehara deutlich verallgemeinern, nämlich auf Singularitäten gemischten Typs. Es sei {\displaystyle F(s)=\sum _{n=1}^{\infty }{\frac {a_{n}}{n^{s}}}} eine Dirichlet-Reihe mit nicht-negativen Koeffizienten, welche auf einer Halbebene {\displaystyle \mathrm {Re} (s)>\sigma >0} konvergiert. Man nehme an, {\displaystyle F} lasse sich mit Ausnahme des Punktes {\displaystyle s=\sigma } holomorph auf die gesamte Gerade {\displaystyle \mathrm {Re} (s)=\sigma } fortsetzen und dass es sich in einer kleinen Umgebung um {\displaystyle s=\sigma } in der Form
{\displaystyle F(s)={\frac {1}{(s-\sigma )^{w+1}}}\sum _{j=0}^{q}g_{j}(s)\left\{\log \left({\frac {1}{s-\sigma }}\right)\right\}^{j}+g(s),}
schreiben lässt, wobei {\displaystyle w} eine reelle Zahl und die Funktionen {\displaystyle g_{j}} und {\displaystyle g} holomorph sind mit {\displaystyle g_{q}(\sigma )\not =0}. 
Dann gilt: ist {\displaystyle w} keine negative ganze Zahl, so folgt
{\displaystyle \sum _{n\leq x}a_{n}\sim {\frac {g_{q}(\sigma )}{\sigma \Gamma (w+1)}}x^{\sigma }(\log(x))^{w}(\log(\log(x)))^{q},}
und ist es eine negative ganze Zahl {\displaystyle w=-m-1} und {\displaystyle q\geq 1}:
{\displaystyle \sum _{n\leq x}a_{n}\sim (-1)^{m}m!{\frac {qg_{q}(\sigma )}{\sigma }}{\frac {x^{\sigma }(\log(\log(x)))^{q-1}}{(\log(x))^{m+1}}}.}